# آدریان ترینیداد
آدریان ترینیداد (انگلیسی: Adrian Trinidad؛ زادهٔ ۱۸ اکتبر ۱۹۸۲) بازیکن فوتبال اهل آرژانتین است.
از باشگاه‌هایی که در آن بازی کرده‌است می‌توان به باشگاه فوتبال پرسیپورا جایاپورا و باشگاه فوتبال پرث گلوری اشاره کرد.